# Ierland op de Olympische Zomerspelen 1972
Ierland nam deel aan de Olympische Zomerspelen 1972 in München, West-Duitsland. Voor de tweede keer op rij werd geen medaille gewonnen.

## Deelnemers en resultaten

### Atletiek
| Olympiër            | Discipline             | Resultaat | Prestatie                                            |
| ------------------- | ---------------------- | --------- | ---------------------------------------------------- |
| Fanahan McSweeney   | 400m (m)               | 43e       | serie 5: 5de in 47,07                                |
| Francis Murphy      | 800m (m)               | 16e       | serie 8: 3de in 1.51,1 halve finale 1: 5de in 1.49,2 |
| Frank Murphy        | 1500m (m)              | 35e       | serie 5: 5de in 3.43,4                               |
| John Hartnett       | 5000m (m)              | 51e       | serie 3: 12de in 14.34,6                             |
| Michael Keogh       | 5000m (m)              | 35e       | serie 1: 5de in 13.57,8                              |
| Neil Cusack         | 10000m (m)             | 27e       | serie 2: 10de in 28.45,8                             |
| Neil Cusack         | 3000m steeplechase (m) | 37e       | serie 2: 10de in 28.45,8                             |
| Eddie Leddy         | marathon (m)           | 23e       | serie 2: 9de in 8.47,4                               |
| Desmond McGann      | marathon (m)           | 42e       | 2:28.31                                              |
| Donald Walsh        | marathon (m)           | 47e       | 2:31.12                                              |
| Phil Conway         | kogelstoten (m)        | 27e       | kwalificatie groep B: 15de met 16,69m                |
|                     |                        |           |                                                      |
| Mary Tracey-Purcell | 800m (v)               | 21e       | serie 1: 4de in 2.04,18                              |
| Claire Walsh        | 800m (v)               | 31e       | serie 2: 7de in 2.08,98                              |
| Mary Tracey         | 1500m (v)              | 25e       | serie 3: 6de in 4.16,43                              |
| Margaret Murphy     | 100m horden (v)        | 25e       | serie 3: 6de in 15,89                                |
| Margaret Murphy     | vijfkamp (v)           | 27e       | 3770 punten                                          |

### Boksen
| Olympiër            | Discipline  | Resultaat | Prestatie |
| ------------------- | ----------- | --------- | --- |
| Neil McLaughlin     | -51kg (m)   | 5e        | 1ste ronde: vrij 2de ronde: W van SUD Mohamed: 5-0 3de ronde: W van EGY Selim: knock-out kwartfinale: V van UGA Rwabwogo: knock-out |
| Mick Dowling        | -54kg (m)   | 9e        | 1ste ronde: vrij 2de ronde: W van SWE Lundby: 4-1 3de ronde: V van CUB Martínez: 2-3                                                |
| Charlie Nash        | -60kg (m)   | 5e        | 1ste ronde: vrij 2de ronde: W van DEN Madsen: 5-0 3de ronde: W van MEX Gin: knock-out kwartfinale: V van POL Szczepanski: knock-out |
| James Montague      | -63,5kg (m) | 9e        | 1ste ronde: W van IRI Monfared: knock-out 2de ronde: V van USA Seales: 0-5                                                          |
| John Rodgers        | -67kg (m)   | 9e        | 1ste ronde: vrij 2de ronde: W van DEN Bøtcher: knock-out 3de ronde: V van URS Khokhlov: 0-5                                         |
| Christopher Elliott | -71kg (m)   | 9e        | 1ste ronde: vrij 2de ronde: W van LIB Kesrouan: 5-0 3de ronde: V van MEX Villanueva: knock-out                                      |

### Gewichtheffen
| Olympiër       | Discipline | Resultaat | Prestatie                    |
| -------------- | ---------- | --------- | ---------------------------- |
| Frank Rothwell | -90kg (m)  | DNF       | drukken: geen geldige poging |

### Judo
| Olympiër       | Discipline      | Resultaat | Prestatie                                      |
| -------------- | --------------- | --------- | ---------------------------------------------- |
| Anto Clarke    | -63kg (m)       | 19e       | 1ste ronde: V van HUN Szabó                    |
| Liam Carroll   | -70kg (m)       | 18e       | 1ste ronde: V van FRA Vial                     |
| Terry Watt     | -80kg (m)       | 19e       | 1ste ronde: vrij 2de ronde: V van AUS Bijkerk  |
| Patrick Murphy | -93kg (m)       | 19e       | 1ste ronde: V van POL Lewin                    |
| Matthew Folan  | +93kg (m)       | 11e       | 1ste ronde: vrij 2de ronde: V van FRA Brondani |
| Matthew Folan  | open klasse (m) | 11e       | 1ste ronde: vrij 2de ronde: V van MAR Kassow   |

### Kanovaren
| Olympiër                         | Discipline    | Resultaat | Prestatie                                                                            |
| Slalom                           | Slalom        | Slalom    | Slalom                                                                               |
| -------------------------------- | ------------- | --------- | ------------------------------------------------------------------------------------ |
| Gerard Collins                   | K-1 (m)       | 24e       | 347,95                                                                               |
| Sprint                           |               |           |                                                                                      |
| Howard Watkins                   | K-1 1000m (m) | 15e       | serie 3: 8ste in 4.15,85 herkansingen: 3de in 4.04,88 halve finale 3: 6de in 4.00,77 |
| Howard Watkins Brendan O'Connell | K-2 1000m (m) | 20e       | serie 1: 9de in 3.59,04 herkansingen: 4de in 3.45,18                                 |
|                                  |               |           |                                                                                      |
| Ann McQuaid                      | K-1 500m (v)  | 15e       | serie 1: 8ste in 2.32,64 herkansingen: 5de in 2.24,56                                |

### Paardensport
| Olympiër                                                        | Discipline  | Resultaat | Prestatie          |
| Eventing                                                        | Eventing    | Eventing  | Eventing           |
| --------------------------------------------------------------- | ----------- | --------- | ------------------ |
| Bill Buller                                                     | individueel | 22e       | 56,13 strafpunten  |
| Patrick Connolly-Carew                                          | individueel | 28e       | 95,95 strafpunten  |
| Ronnie McMahon                                                  | individueel | 24e       | 67,33 strafpunten  |
| Bill McLernon                                                   | individueel | DNF       | niet gefinisht     |
| Bill Buller Patrick Connolly-Carew Ronnie McMahon Bill McLernon | team        | 9e        | 219,41 strafpunten |

### Roeien
| Olympiër  | Discipline | Resultaat | Prestatie |
| --------- | ---------- | --------- | --- |
| Seán Drea | skiff (m)  | 7e        | serie 2: 3de in 7.47,64 herkansingen: 2de in 7.50,27 halve finale 1: 5de in 8.27,70 finale B: 1ste in 7.55,33 |

### Schermen
| Olympiër            | Discipline | Resultaat | Prestatie                                   |
| ------------------- | ---------- | --------- | ------------------------------------------- |
| John Bouchier-Hayes | degen (m)  | 49e       | 1ste ronde groep 1: 5de met 2 overwinningen |
| John Bouchier-Hayes | floret (m) | 51e       | 1ste ronde groep 4: 6de met 0 overwinningen |

### Schietsport
| Olympiër         | Discipline | Resultaat | Prestatie                             |
| ---------------- | ---------- | --------- | ------------------------------------- |
| William Campbell | skeet      | 52e       | 175 punten: (22-21-19-22-23-23-21-24) |
| Arthur McMahon   | skeet      | 53e       | 174 punten: (20-20-23-21-22-24-22-22) |
| Gerry Brady      | trap       | 42e       | 176 punten: (21-22-23-25-24-21-19-21) |
| Arthur McMahon   | trap       | 38e       | 178 punten: (18-23-24-21-22-22-25-23) |

### Wielersport
| Olympiër                                            | Discipline         | Resultaat | Prestatie      |
| Weg                                                 | Weg                | Weg       | Weg            |
| --------------------------------------------------- | ------------------ | --------- | -------------- |
| Peter Doyle                                         | wegwedstrijd (m)   | 69e       | 4:17.09        |
| Liam Horner                                         | wegwedstrijd (m)   | 38e       | 4:17.09        |
| Kieron McQuaid                                      | wegwedstrijd (m)   | 40e       | 4:17.09        |
| Noel Taggart                                        | wegwedstrijd (m)   | DNF       | niet gefinisht |
| Liam Horner Peter Doyle Kieron McQuaid Noel Taggart | ploegentijdrit (m) | 26e       | 2:21.37,8      |

### Zeilen
| Olympiër                                        | Discipline      | Resultaat | Prestatie                           |
| ----------------------------------------------- | --------------- | --------- | ----------------------------------- |
| Kevin McLaverty                                 | finn klasse     | 32e       | 203 punten: (29-32-31-25-28-DNF-22) |
| Harold Cudmore Richard O'Shea                   | flying dutchman | 17e       | 127 punten: (26-24-16-16-17-16-4)   |
| David Wilkins Sean Whitaker                     | tempest         | 8e        | 74,7 punten: (6-8-9-13-1-13-9)      |
| Robert Hennessy Treen Carson Morris Harry Byrne | drakenklasse    | 16e       | 89,0 punten: (10-16-22-7-9-19)      |

### Zwemmen
| Olympiër                                                      | Discipline            | Resultaat | Prestatie                 |
| ------------------------------------------------------------- | --------------------- | --------- | ------------------------- |
| Andrew Hunter                                                 | 100m vrije slag (m)   | 37e       | serie 5: 7de in 56,09     |
| Brian Clifford                                                | 1500m vrije slag (m)  | 40e       | serie 5: 8ste in 18.09,28 |
| Liam Ball                                                     | 100m schoolslag (m)   | 25e       | serie 4: 4de in 1.09,68   |
| Liam Ball                                                     | 200m schoolslag (m)   | 27e       | serie 4: 5de in 2.33,47   |
|                                                               |                       |           |                           |
| Aisling O'Leary                                               | 800m vrije slag (v)   | 36e       | serie 5: 8ste in 10.18,05 |
| Christine Fulcher                                             | 100m rugslag (v)      | 29e       | serie 3: 7de in 1.10,63   |
| Christine Fulcher                                             | 200m rugslag (v)      | 32e       | serie 2: 7de in 2.33,73   |
| Ann O'Connor                                                  | 200m schoolslag (v)   | 29e       | serie 2: 6de in 2.53,04   |
| Brenda McGrory                                                | 100m vlinderslag (v)  | 21e       | serie 1: 5de in 1.08,52   |
| Ann O'Connor Christine Fulcher Brenda McGrory Aisling O'Leary | 4x100m vrije slag (v) | 16e       | serie 1: 8ste in 4.26,34  |
| Ann O'Connor Christine Fulcher Brenda McGrory Aisling O'Leary | 4x100m wisselslag (v) | 14e       | serie 1: 7de in 4.45,56   |

Afghanistan · Albanië · Algerije · Amerikaanse Maagdeneilanden · Argentinië · Australië · Bahama's · Barbados · België · Bermuda · Birma · Bolivia · Bondsrepubliek Duitsland · Brazilië · Brits-Honduras · Bulgarije · Canada · Ceylon · Chili · Colombia · Congo-Brazzaville · Costa Rica · Cuba · Dahomey · Denemarken · Dominicaanse Republiek · Duitse Democratische Republiek · Ecuador · Egypte · El Salvador · Ethiopië · Fiji · Filipijnen · Finland · Frankrijk · Gabon · Ghana · Griekenland · Groot-Brittannië · Guatemala · Guyana · Haïti · Hongarije · Hongkong · Ierland · IJsland · India · Indonesië · Iran · Israël · Italië · Ivoorkust · Jamaica · Japan · Joegoslavië · Kameroen · Kenia · Khmerrepubliek · Koeweit · Lesotho · Libanon · Liberia · Liechtenstein · Luxemburg · Madagaskar · Malawi · Maleisië · Mali · Malta · Marokko · Mexico · Monaco · Mongolië · Nederland · Nederlandse Antillen · Nepal · Nicaragua · Nieuw-Zeeland · Niger · Nigeria · Noord-Korea · Noorwegen · Oeganda · Oostenrijk · Opper-Volta · Pakistan · Panama · Paraguay · Peru · Polen · Portugal · Puerto Rico · Roemenië · San Marino · Saoedi-Arabië · Senegal · Singapore · Soedan · Somalië · Sovjet-Unie · Spanje · Suriname · Swaziland · Syrië · Taiwan · Tanzania · Thailand · Togo · Trinidad en Tobago · Tsjaad · Tsjecho-Slowakije · Tunesië · Turkije · Uruguay · Venezuela · Verenigde Staten · Vietnam · Zambia · Zuid-Korea · Zweden · Zwitserland